# Nadorah
Nadorah (în arabă الناظورة) este o comună din provincia Tiaret, Algeria.
Populația comunei este de 7.559 de locuitori (2008).